# امبولی، دهارواد
امبولی، دهارواد (به انگلیسی: Amboli, Dharwad) یک روستا در هند است که در کارناتاکا واقع شده‌است.